# 黒川みつひろ
黒川 みつひろ（くろかわ みつひろ、1954年 - ）は、日本の絵本作家、イラストレーター。恐竜を題材にした絵本を制作しており、代表作に『恐竜トリケラトプス』（小峰書店）シリーズがある。講演やワークショップも開催している。日本児童出版美術家連盟会員。東京都練馬区在住。

## 来歴
1954年に大阪府にて生まれる。小学2年生の頃に大阪市立自然史博物館でトリケラトプスをはじめとする恐竜の骨格に魅了され、恐竜映画や恐竜図鑑に強い興味を抱く。高校生であった1970年の日本万国博覧会で横尾忠則の作品を見てイラストレーターという職業の存在を知り、絵や本が好きであったことから出版関係のイラストレーターに就くことを目標とする。大阪市立美術館の美術研究所で絵を学ぶ。
1983年1月に上京。1985年に国際科学技術博覧会が開催されたため科学雑誌のイラストを手掛け、特に科学雑誌で特集された恐竜のイラストを描く頻度が増加した。恐竜の知識を深めるために訪れた国立科学博物館で小畠郁生と出会い、彼の監修の下『絵巻えほん 恐竜たち』（こぐま社）で作家デビューを果たした。国立科学博物館に通ううちに化石を発掘したいという意欲に駆られ、1988年にカナダのアルバータ州で1週間の発掘調査を行い、ハドロサウルス科恐竜の脊椎を発見する。この経験を活かして『恐竜の谷 小さな恐竜親子の物語』（こぐま社）を製作し、1991年に出版。同作はアメリカ合衆国オレゴン州の小学校の教材にも選ばれた。1992年に『恐竜トリケラトプス』（小峰書店）シリーズの第1作を出版し、以降長期シリーズとなる。
原画展もジュンク堂書店にて過去に複数回開催され、2021年には黒姫童話館開館30周年を記念して原画展が開催されている。
絵本制作の他、子どもたちを対象とした講演会やワークショップも積極的に行っており、その様子をブログに記録している。

## 主な作品
あかね書房
- 『ぽんぽこやーい』ISBN 978-4251007186

こぐま社
- 『恐竜の谷 小さな恐竜親子の物語』[1]
- 『けがをした恐竜 化石が語るティラノサウルスの話』[1]
- 『絵巻えほん 新・恐竜たち』[1]
- 『勇者のツノ 化石が語るトリケラトプスの話』[1]

小峰書店
- 『恐竜図解新辞典』[1]
- 『恐竜だいすごろく』[8]
- 『恐竜トリケラトプス』シリーズ
  - 『恐竜の大陸』（1 - 7巻）[1]
  - 『たたかう恐竜たち』（1 - 20巻）[8]
  - 『恐竜だいぼうけん』（1 - 15巻）[8]

童心社
- 『恐竜王ティラノサウルス』[1]
- 『原始時代の絶滅動物』ISBN 978-4494011810
- 『世界の絶滅動物』ISBN 978-4494011827
- 『マンモスのぼうけん』（1 - 2巻）[9]

PHP研究所
- 『大冒険きょうりゅう島 モグーラはかせをすくえ!』ISBN 978-4-569-58836-0
- 『なんでもたべてチューパーマン』ISBN 978-4-569-58817-9（絵）

ポプラ社
- 『帰ってこない動物たち』[10]
- 『滅びゆく日本の動物たち』[10]
- 『滅びゆく世界の動物たち』[10]
- 『わー恐竜だ!』ISBN 978-4-591-03384-5